# Пер Фуеттар

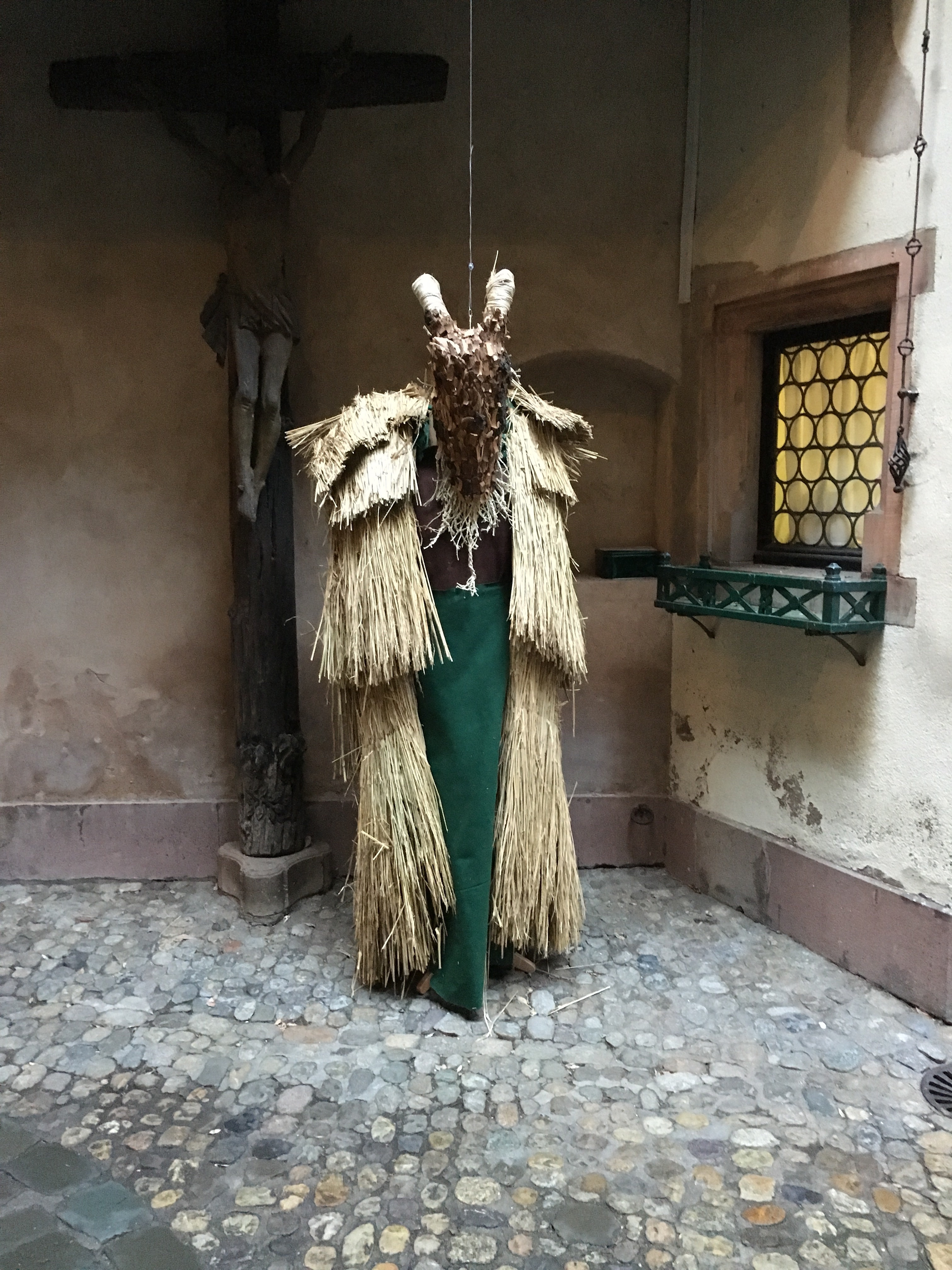
Статуя Перу Фуеттару

Пер Фуеттар (Père Fouettard вимовляється: [pɛʁ fwɛtaʁ]; французькою французька означає «батько-бич» або «старий стукач») — персонаж, який супроводжує Святого Миколая під час його обходів під час Дня Святого Миколая (6 грудня), роздаючи грудки вугілля та/або б'ючи неслухняним дітям, а Святий Миколай роздає подарунки тим, хто добре поводився. Він відомий переважно на крайній півночі та східних регіонах Франції, на півдні Бельгії та у франкомовній Швейцарії, хоча подібні персонажі існують по всій Європі (див. Супутники Святого Миколая). Кажуть, що цей «батько-батог» приніс із собою батіг, щоб відлупцювати всіх неслухняних дітей, які погано поводилися.

## Походження
Найпопулярніша історія про походження Пер Фуеттара вперше була розказана приблизно в 1252 році. Корчмар (або різник в інших версіях) захоплює трьох хлопців, які виглядають заможними та прямують до релігійної школи-інтернату. Разом із дружиною він вбиває дітей, щоб пограбувати їх. Одна з жахливих версій розповідає, що вони наркотикують дітей, перерізають їм горло, ріжуть на шматки й гасять у бочці. Святий Миколай виявляє злочин і воскрешає дітей. Після цього Пер Фуеттар кається і стає партнером Святого Миколая. Дещо інша версія цієї історії стверджує, що Святий Миколай змусив Пер Фуеттара стати його помічником у покарання за його злочини.
Інша історія свідчить, що під час облоги Меца (місто у східній Франції) у 1552 році люди спалили та тягнули містом опудало короля Карла V. Тим часом товариство шкіряників створило гротескного персонажа (також шкіряника), озброєного батогом і закутого в кайдани, який карав дітей. Після звільнення Меца обгоріле опудало Карла V і персонаж, створений шкіряниками, якимось чином асимілювалися в те, що тепер відомо як Пер Фуеттар. Події, пов'язані зі звільненням міста та спаленням опудала, збіглися з проходженням Святого Миколая, тому Пер Фуеттар став його «поганим копом».
У 1930-х роках Пер Фуеттар з'явився в Сполучених Штатах під перекладеним іменем Батько Флог або Спанкі. Хоча він майже ідентичний оригінальній французькій іпостасі, батько Флог не мав нічого спільного з Різдвом, а також мав спільницю, на ім'я Мати Флог. Вони призначали конкретні покарання за конкретні дитячі злочини (наприклад, відрізання язика за брехню).

## Зовнішній вигляд
Найпоширенішим зображенням Пер Фуеттара є чоловік зі зловісним обличчям, одягнений у темні мантії, з розпатланим волоссям і довгою бородою. Він озброєний батогом, великою палицею або пучками стрілок. У деяких втіленнях персонажа він має плетений наплічник, у який можна покласти дітей і нести їх. Іноді він просто носить на спині великий оберемок палиць.

## Пер Фуеттар у масовій культурі
- Пісня Жака Дютрона La Fille du père Noël (Дочка Батька Різдва) розповідає про те, що син Пер Фуеттарда закоханий у дочку Санта-Клауса.
- Інша французька поп-зірка Ален ДеЛорм згадала його в пісні «Venez Venez St. Nicolas»
- У Парижі на вулиці П'єра Леско, 9, є ресторан під назвою Le Père Fouettard, який пропонує класичні паризькі страви.
- Роберт Шуман створив фортепіанну п'єсу в 1848 році, найбільш відому як Кнехт Рупрехт (схожий персонаж, див. Супутники Святого Миколая), але в деяких випадках п'єса називається Le Père Fouettard.[3]
- Black Phoenix Alchemy Lab, лінія парфумерних олій, змішаних вручну, у 2008 році створила обмежену серію ароматів Yule під назвою Le Père Fouettard, що складається зі «шкіри, вугільного пилу, гофретта та чорної солодки».
- Père Fouettard (перейменований на «Gruzzlebeard» в англійському перекладі) був головним антагоністом анімаційного шоу «Таємний світ Санта-Клауса».